# Jean-Marc Ehanno
 Jean-Marc Ehanno est un peintre, pastelliste et dessinateur français, né le 7 novembre 1942 à Lorient et mort le 2 décembre 2023 à Draveil, appartenant au courant du paysagisme abstrait.

## Biographie
Jean-Marc Ehanno passe sa jeunesse en Bretagne puis apprend dans la région parisienne le métier de décorateur. Il commence simultanément à peindre, dans la démarche d'une figuration épurée.
De 1964 à 1972 Jean-Marc Ehanno réside à Nantes, présentant des expositions personnelles et participant à des expositions collectives au Musée de Nantes et à Cardiff. À partir de 1966 il vit avec le peintre Nadine Cosentino. Il obtient en 1971 le prix Laffont de la Ville de Nantes.
Il s'installe en 1972 dans le sud ouest où il séjourne durant quatre ans, expose à Montauban et participe à des manifestations collectives, Rencontre d’Art en Quercy au Musée Ingres de Montauban, Biennale de Villeneuve-sur-Lot.
En 1975 il commence à participer au Salon des Réalités Nouvelles dont il devient membre du comité en 1985. Il réalise l'année suivante une première exposition personnelle à Paris à La Galerie et obtient une bourse d’état à la création artistique.
Depuis 1976 Jean-Marc Ehanno vit dans la région parisienne, se liant d’amitié avec les peintres Aksouh, Jean Leppien, Louis Nallard, Vera Pagava et le sculpteur Irène Zack. Réalisant régulièrement des expositions personnelles, il participe à de nombreuses expositions collectives, à l'hommage à Geneviève Thèvenot organisée en 1996 au Musée de Troyes, aux foires internationales de Londres, Stockholm et Tel-Aviv.

## L'œuvre

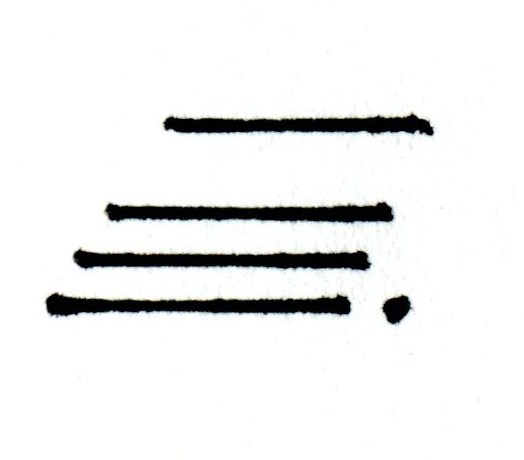
Signature de Jean-Marc Ehanno (« É » incliné)

Après une période figurative caractérisée par un dessin précis, Jean-Marc Ehanno évolue en 1968 vers une abstraction géométrique.
La découverte du pastel à l’huile sera déterminante pour l’évolution de son travail. « Le pastel est ma technique privilégiée, essentiellement le pastel à l’huile que j’utilise depuis la fin des années 60. Le bâtonnet de pastel tenu entre les doigts permet d’avoir un contact direct avec la matière. Sur un papier fort, 600 g, se superposent les couleurs. Mélangées et grattées, les formes se cherchent », écrit Jean-Marc Ehanno. Parallèlement, il pratique « l’exercice du dessin pour une recherche sur le plan de la lumière, par un travail de valeurs de clarté différenciées ». Dans son travail les deux techniques du pastel et du dessin « se nourrissent mutuellement ».
Dans ses pastels à l'huile et dessins, les suites d’œuvres aux tons clairs contrastant avec des suites aux tons sombres, Jean-Marc Ehanno ajuste des formes épurées. Les dégradés et variations de la lumière qu'il inscrit dans leur matière granuleuse y font surgir des reliefs ambigus, introduisant un espace qui évoque allusivement le monde élémentaire des plages (La Rade 1992; Sur la grève, 1998; Littoral, 2001) ou des champs (Champagne, 1993-1994; Parcelles, 1995).

## Jugements
« Son thème de prédilection est le partage de l'espace entre le lumineux et l'obscur. Cela s'observe dans les pastels. Cela est rendu fatal par l'usage du noir et du blanc qui par nature convient au spectacle éternel, sans relâche, sans entracte, que produisent ombre et clarté qui s'affrontent, vont et viennent, s'envahissent, se glissent et transvasent lentement l'une dans l'autre, donnant naissance aux variétés qui disposent de tout l'espace qui sépare les deux pôles du radieux et du ténébreux. »

— Henri Raynal

« Sur l'espace de la feuille, le pastel ou le crayon apprivoise le visible en une succession de métamorphoses auxquelles il soumet la nature. (...) Le regard, mais tout autant la mémoire et l'imaginaire ont leur part dans ce glissement vers l'invisibilité originelle des choses jusqu'à ce que celle-ci impose sa propre réalité. Celle de l'image du temps, immobilisé dans la célérité du passage. (…) Ehanno atteint au prodige de visualiser l'assertion de Merleau-Ponty « ce qui ne passe pas dans le temps, c'est le passage même du temps ». (...) Chaque élément semble taillé dans la brume. Évanescentes et pourtant solides, hallucinatoires, les formes sont ressaisies dans leur stabilité comme dans la lumière. Ehanno a conquis l'invisibilité des choses en lui donnant une nouvelle réalité dont il nous met en mesure d'approcher le mystère. »

— Lydia Harambourg

## Expositions

### Expositions personnelles
- 1973 : Galerie Michel Columb, Nantes
- 1976 : Galerie Le Scribe, Montauban
- 1976 : La Galerie (Geneviève Thèvenot), Paris
- 1979 : Galerie Michel Columb, Nantes
- 1982 : Galerie Darial, Paris
- 1987 : Galerie Galarté, Paris
- 1989 : Galerie Galarté, Paris.
- 1990 : Galerie J., Strasbourg
- 1992 : Galerie Galarté, Paris
- 1996 : Galerie Alix Lemarchand, Paris
- 2003 : Galerie Jonas, Cortaillod-Neuchâtel (Suisse)
- 2005 : Galerie Mireille Batut d'Haussy, avec Irène Zack, sculpteur, Paris
- 2007 : De lumière et d'eau, Hôtel de ville, Vert-Saint-Denis
- 2008 : De lumière et d'eau, Éditions L. Mauguin, Paris
- 2008 : Salon des éditeurs indépendants du Quartier Latin, Paris
- 2009 : Librairie Ombres Blanches, Toulouse
- 2010 : Musée de Gajac, Villeneuve-sur-Lot
- 2010 : Galerie Jonas, Cortaillod-Neuchâtel (Suisse)
- 2012 : Mer désertée, éditions L. Mauguin, Paris
- 2014 : Galerie Jonas, Cortaillod-Neuchâtel (Suisse)
- 2021 : Librairie-Galerie L. Mauguin, Paris
- 2023 : Emergences, Galerie Papiers d'art, Paris

### Expositions collectives
- 1969 : Exposition à l'Université de Cardiff organisée par le Musée des Beaux-Arts de Nantes
- 1971-1973-1975-1977 : Rencontre d'Octobre, Musée de Nantes
- 1974-1975-1977 : Rencontre d'Art en Quercy, Musée Ingres, Montauban
- 1976 : Biennale de Villeneuve-sur-Lot
- 1982-1983 : Salon d'Art Contemporain, Dammarie-les-Lys
- 1983 : La Maison des Artistes, rue Berryer, Paris
- 1983 : Autour de Vera Pagava et Janikowsky, Galerie Darial, Paris
- 1984 : Bigot-Ehanno-Saint Criq, Galerie Galarté, Paris
- 1987 : The 2nd International Contemporary Art Fair (I.C.A.F.), Londres
- 1987 : Panorama de l'École Française, Tel-Aviv.
- 1987-1988 : Stockholm Art Fair
- 1988 : lauréat de la Biennale Internationale du pastel, Saint-Quentin
- 1989 : Bigot-Ehanno-Mandeville, Galerie Suzanne Tarasiève, Barbizon
- 1990 : Pastellistes contemporains, Saint-Quentin.
- 1990 : 10 peintres autour de Gaston Chaissac, Bessencourt
- 1990 : Biennale Internationale du pastel, Saint-Quentin
- 1992 : Chemin d'un éditeur, Espace Saint-Jean, Melun
- 1992 : Sélection du Salon des réalités nouvelles, Musée de Libourne
- 1993 : L'Art à l'école, Ministère de la jeunesse et des sports, Paris
- 1993 : Salon de Mars, Paris
- 1994 : 4e Biennale Internationale du pastel, Saint-Quentin
- 1996 : Un espace, trois regards, Cosentino Ehanno Lemaigre-Voreaux, Atelier Elisabeth Lemaigre-Voreaux, Barbizon
- 1996 : Hommage à Geneviève Thèvenot, Musée d'Art Moderne, Troyes
- 1997 : Les liens du temps d'André Duprat, Espace Saint-Jean, Melun
- 1999 : De Monet à Cognée, Société des Amis du Musée, musée des Beaux-Arts, Nantes
- 1999 : Carte blanche à Georges Coppel, Galerie Olivier Nouvellet, Paris
- 2000 : Art Paris 2000, Galerie Victor Sfez, Paris.
- 2002 : Triptyque, Salon d'Angers
- 2007 : L'action pensive, Musée de Gajac, Villeneuve -sur-Lot
- 2012 : Pastel(s), Galerie Saint-Jacques, Saint-Quentin
- 2014 : Le dessin ou La probité de l'art, Galerie art aujourd'hui, Paris
- 2015 : Temps calme, beau fixe…, Galerie art aujourd'hui, Paris
- 2016 : Pastels incontemporels, Maison des Arts, Châtillon
- 2018 : Le goût du dessin, Maison du curiste, Bagnères de Luchon.
- 2020 : Galerie Garnier Delaporte, Sancerre
- 2022 : La rivière au fil de l’art, Musée de Gajac, Villeneuve-sur-Lot
- 2022 : Horizon !, Galerie Papiers d’Art, Paris
- 2023 : Dialogue printanier avec Jean-Marc Ehanno, Galerie Papiers d'art, Paris
- De 1975 à 2011 : Salon des réalités nouvelles, Paris

## Musées
- Fonds National d'Art Contemporain
- Musée de Gajac, Villeneuve-sur-Lot
- Musée des Beaux-Arts de Lille
- Musée des beaux-arts de Nantes[4]

### Éléments de bibliographie
: sources utilisées pour la rédaction de cet article.

#### Monographie
- Henri Raynal, Ehanno, Océan — temple aussi — du regard, Dossiers d'art contemporain, Villeneuve/Yonne, éditions Porte du Sud, 1990  (ISBN 978-2-86937-030-2).

#### Catalogues
- Jean-Marc Ehanno, Pastels monochromes noirs et blancs, Nantes, Les Amis de l'Archipel, 1973.
- Jean-Marc Ehanno, préface de Virgílio de Lemos (invitation), Paris, Galerie Galarté, 1992.
- Jean-Marc Ehanno, préface de Henri Raynal, « La double origine », éditions Galerie Michèle Heyraud, 1996.
- Jean-Marc Ehanno, préface de Lydia Harambourg, « La lumière et l’espace, une réalité originelle », Galerie Jonas, Cortaillod-Neuchâtel, 2003.
- L'Action pensive, préface de Bernard Noël, musée de Gajac, Villeneuve-sur-Lot, 2007.
- Émergences, livre-catalogue en collaboration avec le poète Christophe Mahy, éd. L'herbe qui tremble, 2023.

#### Articles
- Pierre Brisset, « Jean-Marc Ehanno, pastels récents, Galerie Galarté », dans L’Œil, Paris, mars 1987.
- Lydia Harambourg, « Jean-Marc Ehanno, Galerie Galarté », dans La Gazette de l'Hôtel Drouot, no 21, Paris, 22 mai 1992, p. 81.
- Lydia Harambourg, « Jean-Marc Ehanno, Galerie Mireille Batut d’Haussy », dans La Gazette de l’Hôtel Drouot, no 24, Paris, 17 juin 2005, p. 269.
- Lydia Harambourg, « Nadine Cosentino - Jean Marc Ehanno, Temps calme, beau fixe... », dans La Gazette de l’hôtel Drouot, no 41, 27 novembre 2015, p. 379.

#### Ouvrages généraux
- Henri Raynal, « Méditation sur les méditations des peintres [Legros, Domela, Ehanno, Jappé, Soulages, Dérieux…] », dans Arts PTT, septembre 1987, n° 114, p. 12-40 et 48.
- Michel Ragon et Marcelin Pleynet, L'Art abstrait 1970-1987, Paris, éditions Maeght 1988.
- Le Pastel, art de la couleur, éditions Fleurus collection Fleurus Idées, Paris, 1994.
- Jacques Busse, « Jean-Marc Ehanno », dans Bénézit, dictionnaire des peintres, sculpteurs, dessinateurs et graveurs, tome 5, éditions Gründ 1999, p. 59.